# Liste der Naturdenkmale in Lützkampen
Die Liste der Naturdenkmale in Lützkampen nennt die im Gemeindegebiet von Lützkampen ausgewiesenen Naturdenkmale (Stand 4. April 2024).

## Ehemalige Naturdenkmale
| Nr.         | Bezeichnung      | Lage                                            | Beschreibung                                                  | Bild                                    |
| ----------- | ---------------- | ----------------------------------------------- | ------------------------------------------------------------- | --------------------------------------- |
| ND-7232-378 | Buche an der L 1 | westlich des Ortes beim Wohnplatz Im Pesch Lage | Fagus sylvatica, um 1750 gekeimt; Rechtsverordnung aufgehoben | Direkt Bild zu diesem Denkmal hochladen |